# Bá quốc Meissen
Phiên bá quốc Meissen (tiếng Đức: Markgrafschaft Meißen) là một thân vương quốc thời trung cổ ở khu vực bang Sachsen hiện đại của Đức. Ban đầu nó là một phiên hầu quốc ở biên giới của Đế chế La Mã Thần thánh, được tạo ra từ Marca Geronis (Phiên hầu Đông Sachsen) rộng lớn vào năm 965. Dưới sự cai trị của triều đại Wettin, vùng lãnh thổ cuối cùng đã hợp nhất với Công quốc Sachsen-Wittenberg trước đây thành Tuyển hầu xứ Sachsen vào năm 1423.